# Perissodini
Perissodini – takson obejmujący kilka rodzajów ryb z rodziny pielęgnicowatych (Cichlidae), charakteryzujących się szczególnymi preferencjami pokarmowymi – żywią się łuskami innych ryb pływających w ich pobliżu. Niektóre w tym celu upodabniają się do swoich żywicieli. Taka strategia zdobywania pokarmu uważana jest za wysoce wyspecjalizowaną formę drapieżnictwa.
Do 90% diety większości Perissodini stanowią łuski pielęgnic, a jej uzupełnieniem jest narybek innych gatunków, w tym tanganikańskich śledziowatych z rodzajów Limnothrissa i Stolothrissa. Niektóre zjadają też niewielkie ilości innego pokarmu, w tym zooplankton i detrytus. W żołądku Plecodus multidentatus znajdowano również kawałki rybiej skóry.
Wszystkie gatunki z tej grupy są endemitami jeziora Tanganika w Afryce Wschodniej. Mają unikalną budowę zębów szczękowych. Na każdej szczęce występuje jeden rząd zębów, przy czym ich liczba i kształt są różne u poszczególnych gatunków. Aparat gębowy niektórych jest asymetryczny, skierowany w lewo lub w prawo, co zwiększa efektywność pobierania łusek z prawego lub lewego boku ofiary.
Pielęgnice o podobnych preferencjach pokarmowych są znane z Jeziora Wiktorii i Malawi, ale ich liczba i stopień specjalizacji są niższe niż to ma miejsce w jeziorze Tanganika.
Takson ten został ustanowiony przez Maxa Polla w 1986 roku poprzez rozdzielenie ówczesnego rodzaju Perissodus na 3 inne. Perissodini jest uznawany za takson monofiletyczny, zwykle klasyfikowany w randze plemienia, jednak jego pozycja systematyczna prawdopodobnie ulegnie zmianie w wyniku oczekiwanych rewizji taksonomicznych podrodziny Pseudocrenilabrinae.
Do Perissodini zaliczane są gatunki klasyfikowane w rodzajach:
- Perissodus
- Plecodus
- Haplotaxodon
- Xenochromis

Typem nomenklatorycznym jest Perissodus.